# Provincie Išikari
Provincie Išikari (japonsky: 石狩国; Išikari no kuni) byla krátce existující japonská provincie ležící na ostrově Hokkaidó. Na jejím území se dnes rozkládá podprefektura Išikari (bez měst Čitose a Eniwa), podprefektura Sorači a jižní část podprefektury Kamikawa (bez Šimukappu).
Provincie vznikla 15. srpna 1869 a skládala se z 9 okresů. V roce 1872 při sčítání lidu činila populace provincie 6 003 osob. V roce 1882 byly provincie na ostrově Hokkaidó zrušeny.

## Okresy
- Išikari (石狩郡)
- Sapporo (札幌郡) – zrušen 1. září 1996, když se z (malého) města (mači) Hirošima stalo město (ši) Kitahirošima
- Júbari (夕張郡)
- Kabato (樺戸郡)
- Sorači (空知郡)
- Urjú (雨竜郡)
- Kamikawa (上川郡)
- Acuta (厚田郡)
- Hamamasu (浜益郡)